# Oscar Galíndez
Pour les articles homonymes, voir Galindez.
Oscar Saul Galíndez, né le 5 juin 1971 à Río Tercero en Argentine est un triathlète professionnel, triple champion panaméricain de triathlon (1994, 1998 et 2000) et champion du monde de duathlon (1995).

## Biographie
Oscar  Galíndez commence le triathlon à l'âge de 16 ans et remporte en 1995 le championnat du monde de duathlon. Il déménage au Brésil pour trouver de meilleures conditions d'entrainements et de compétitions. Sélectionné dans l’équipe d'Argentine, il participe au premier triathlon olympique aux Jeux de 2000 à Sydney en Australie où il obtient la 21e place avec un temps 1 h 50 min 59 s 048. En 2001, il se tourne vers les compétitions longues distances et entre sur le circuit Ironman. Il remporte plusieurs médaille d'or sur le circuit professionnel et la Fondation Konex le nomme parmi les cent meilleurs athlètes de l’Argentine de tous les temps.
En 2012 Oscar  Galíndez voue toujours une grande passion au triathlon et entame sa 27e saison dans ce sport, mais il est victime d'un sérieux accident à vélo. Percuté par un camion, il subit d'importantes lésions. Il se rétablit pour continuer les compétitions. Il effectue son retour en 2013 et remporte à 41 ans l'Ironman 70.3 de Panama.

## Palmarès
Le tableau présente les résultats les plus significatifs (podium) obtenus sur le circuit international de triathlon depuis 1992,.
| Année | Compétition                              | Pays       | Position          | Temps           |
| ----- | ---------------------------------------- | ---------- | ----------------- | --------------- |
| 2013  | Ironman 70.3 Panama                      | Panama     | Médaille d'or     | 3 h 58 min 31 s |
| 2009  | Ironman 70.3 Pucón                       | Chili      | Médaille d'or     | 3 h 57 min 26 s |
| 2009  | Ironman 70.3 Cancún                      | Mexique    | Médaille d'or     | 4 h 10 min 22 s |
| 2008  | Ironman 70.3 Rhode Island                | Mexique    | Médaille d'or     | 3 h 54 min 4 s  |
| 2008  | Ironman 70.3 Brésil                      | Brésil     | Médaille d'or     | 3 h 54 min 24 s |
| 2007  | Ironman Brésil                           | Brésil     | Médaille d'or     | 8 h 21 min 9 s  |
| 2007  | Championnat du monde Ironman 70.3        | États-Unis | Médaille d'argent | 3 h 42 min 37 s |
| 2007  | Ironman 70.3 Cancún                      | Mexique    | Médaille d'or     | Timing          |
| 2007  | Xterra Argentine                         | Argentine  | Médaille d'or     | Timing          |
| 2006  | Ironman Brésil                           | Brésil     | Médaille d'or     | 8 h 15 min 18 s |
| 2005  | Ironman Brésil                           | Brésil     | Médaille d'argent | Timing          |
| 2004  | Ironman Brésil                           | Brésil     | Médaille d'argent | 8 h 30 min 58 s |
| 2003  | Ironman Brésil                           | Brésil     | Médaille d'or     | 8 h 16 min 10 s |
| 2000  | Championnats panaméricains               | Mexique    | Médaille d'or     | 1 h 44 min 12 s |
| 1998  | Championnats panaméricains               | Cuba       | Médaille d'or     | 1 h 50 min 27 s |
| 1995  | Championnats du monde de duathlon        | Mexique    | Médaille d'or     | Timing          |
| 1994  | Championnats panaméricains               | Argentine  | Médaille d'or     | 1 h 50 min 13 s |
| 1994  | Coupe du monde - l'étape de Bahia Ilheus | Brésil     | Médaille d'or     | 1 h 53 min 23 s |
| 1993  | Coupe du monde - l'étape de Bahia Ilheus | Brésil     | Médaille d'or     | 1 h 50 min 51 s |
| 1992  | Coupe du monde - l'étape d'Ixtapa        | Mexique    | Médaille d'or     | Timing          |